# NGC 6135
NGC 6135 је спирална галаксија у сазвежђу Змај која се налази на NGC листи објеката дубоког неба.
Деклинација објекта је + 64° 59' 0" а ректасцензија 16h 14m 24,9s. Привидна величина (магнитуда) објекта NGC 6135 износи 14,2 а фотографска магнитуда 15,0. NGC 6135 је још познат и под ознакама MCG 11-20-8, CGCG 320-15, PGC 57580.